# Tapsigargin
Il tapsigargin è un inibitore non competitivo di una classe di enzimi noti con l'acronimo SERCA, (ATPasi sarco/reticolo endoplasmatico Ca2+ dipendente).   Strutturalmente, il tapsigargin è classificato come un lattone sesquiterpene, esso viene estratto da una pianta comune nell'area mediterranea la Thapsia garganica.
Esso agisce come promotore tumorale in cellule di mammifero.   La somiglianza strutturale del tapsigargin con il farmaco anti-malarico, artemisinina, ha fatto ritenere questa classe di farmaci antimalarici attivi sul Plasmodium falciparum per la capacità di agire sul sistema enzimatico SERCA del protozoo della malaria umana; questa ipotesi è però ancora da confermare..
Il tapsigargin aumenta la concentrazione citosolica del calcio (Ca2+), bloccando la capacità della cellula di accumulare il calcio nei reticoli sarcoplasmatici ed endoplasmatici. Questo grazie ad un'azione sul canale ionico del calcio IP-3 dipendenti del reticolo endoplasmatico (ER), cosa che comporta un iper-afflusso di calcio al citosol.
Esso agisce specificamente inibendo la fusione degli autofagosomi con i lisosomi, cosa questa che rappresenta l'ultimo processo del meccanismo di autofagia. L'inibizione di questo processo comporta con il conseguente stress del reticolo endoplasmico comporta la morte cellulare.
Il tapsigargin è anche un calcio agonista ATPasi dipendente usato per studiare in farmacologia sperimentale gli effetti di concentrazioni crescenti di calcio citosolico.
Le potenziali applicazioni mediche delle tapsigargin sono previste nella cataratta e nel trattamento di forme tumorali quali quella del carcinoma della prostata.